# Fidor Bank
Fidor Bank était une banque en ligne lancée en 2009 en Allemagne.

## Historique
Fidor Bank est fondé par Matthias Kroene, en 2009 à Munich, en Allemagne. Elle se veut éloignée du modèle bancaire traditionnel et se revendique comme communautaire en ayant recours à ses clients qui participent au développement de ses produits et services. En 2015, Fidor Bank est également lancée au Royaume-Uni. 
En juillet 2016, le groupe français BPCE rachète Fidor Bank pour 150 millions d'euros. Début 2017, BPCE annonce vouloir lancer Fidor Bank au cours de l'année 2017 en France et en Europe. Finalement, fin novembre 2017, François Pérol, le président du groupe BPCE, déclare que le lancement de Fidor est prévu pour 2018.
Le 23 avril 2018, c'est finalement en Algérie que le groupe BPCE, par l'intermédiaire de sa filiale Natixis Algérie, lance Banxy Bank, la première banque mobile du pays qui repose sur Fidor Bank.
En septembre 2018, Laurent Mignon, le nouveau patron du groupe BCPE renonce à lancer Fidor en France.
En février 2022, BPCE annonce la fermeture de Fidor Bank au cours de l'année 2023.

## Produits
- Compte courant